# Anthony Maldonado
Anthony Maldonado (Puyricard, Ais de Provença, 9 d'abril de 1991) és un ciclista francès, professional des del 2015 fins al 2023.

## Palmarès
- 2013
  - Vencedor d'una etapa del Tour de Côte-d'Or
  - Vencedor d'una etapa del Tour de Moselle
- 2014
  - 1r al Circuit méditerranéen
  - 1r al Circuit dels quatre cantons
- 2018
  - 1r al Circuit de les Ardenes
- 2019
  - 1r a la Ronda de l'Oise i vencedor d'una etapa